# Talavera (Filipiny)
Talavera – miasto na Filipinach w regionie Luzon Środkowy, na wyspie Luzon. W 2010 roku liczyło 101 621 mieszkańców.